# کبری (زبان برنامه‌نویسی)
کبری یا کبرا (به انگلیسی: Cobra) یک زبان برنامه‌نویسی سطح بالا و شیءگرا است که با پروانه MIT در ۲۹ فوریه ۲۰۰۸ به صورت متن باز منتشر شد. این زبان برای برنامه‌نویسی عمومی استفاده می‌شود و از برنامه‌نویسی ایستا و پویا پشتیبانی می‌کند. این زبان برنامه‌نویسی هم‌اکنون متوقف شده.

## تاریخچه
کبرا توسط چارلز استبروک در سال ۲۰۰۶ میلادی طراحی و روی چارچوب‌های دات‌نت و مونو ظهور یافت. این زبان تحت اثر پایتون و سی‌شارپ و دیگر زبان‌های برنامه‌نویسی ساخته شد. بعد از آن، نسخهٔ ۰٫۹٫۶ به عنوان آخرین نسخهٔ رسمی آن در سال ۲۳ دسامبر ۲۰۱۳ منتشر شد.

## ویژگی‌ها
کبرا دارای ویژگی‌های زیر است:

### مولتی پارادایم
این زبان مولتی پارادایم یا چند پارادایمی است و از پارادایم‌های مختلف مانند شیء گرایی و امری پشتیبانی می‌کند.

### شیوه‌های نوع‌دهی
کبرا از شیوه‌های نوع‌دهی مختلف مانند قوی، ایستا، پویا، استنباطی پشتیبانی می‌کند.

### شیءگرایی
این زبان از تمام ویژگی‌های برنامه‌نویسی شیءگرا پشتیبانی می‌کند و از کلیه مفاهیمی مانند کلاس، وراثت و… پیروی می‌کند.

### عمومی بودن
کبرا زبانی چندمنظوره است و برای توسعه برنامه‌ها و نرم‌افزارهای مختلف استفاده می‌شود.

### متن‌باز
کبرا با پروانه MIT به صورت متن‌باز منتشر شده.

### بستارها و مولدها
زبان کبرا شامل بستارها و مولدها است.

### مدیریت حافظه
کبرا از ویژگی‌های مدیریت حافظه خودکار استفاده می‌کند.

## محیط‌های ویرایشگر
- مایکروسافت ویژوال استودیو[۴]
- مونودولاپ[۵]

## نمونه کد
نمونه کدهای زیر با کبرا نوشته شده‌است:

### برنامه سلام دنیا![۶]
```
class
 
Hello

    
def
 
main

        
print
 
'HELLO WORLD'

```

### برنامه تولیداعداد فیبوناچی[۶]
```
class
 
Fib

    
def
 
compute
(
count
 
as
 
int
)
 
as
 
List
<
of
 
int
>
 
is
 
shared

        
list
 
=
 
List
<
of
 
int
>
()

        
a
,
 
b
 
=
 
0
,
 
1

        
for
 
i
 
in
 
count

            
list
.
add
(
b
)

            
a
,
 
b
 
=
 
b
,
 
a
 
+
 
b

        
return
 
list

class
 
Program

    
def
 
main

        
i
 
=
 
1

        
for
 
n
 
in
 
Fib
.
compute
(
10
)

            
print
 
'[i]. [n]'

            
i
 
+=
 
1

```

### مثالی ازکلاس‌ها[۶]
```
class
 
Person

    
var
 
_name
 
as
 
String

    
var
 
_age
 
as
 
int

    
cue
 
init
(
name
 
as
 
String
,
 
age
 
as
 
int
)

        
_name
,
 
_age
 
=
 
name
,
 
age

    
def
 
toString
 
as
 
String
 
is
 
override

        
return
 
'My name is [_name] and I am [_age] years old'

```